# Jeroen van den Bogaert
Jeroen van den Bogaert (ur. 16 marca 1979 w Wilrijk) – belgijski narciarz alpejski, uczestnik Zimowych Igrzysk Olimpijskich 2010.

## Kariera
Na arenie międzynarodowej po raz pierwszy pojawił się 6 stycznia 1995 roku podczas krajowych zawodów we Francji w Flaine. Nie zdołał tam jednak ukończyć supergiganta, w którym to wystartował. W Pucharze Świata zadebiutował 26 października 1997 w Tignes podczas giganta. Nie zakwalifikował się jednak do drugiego przejazdu. W całej karierze ani razu nie zdołał zdobyć punktów do klasyfikacji generalnej Pucharu Świata. Czterokrotnie startował na mistrzostwach świata juniorów. Najlepsze wyniki osiągnął na mistrzostwach w 1999 roku we francuskim Pra Loup, gdzie w gigancie i slalomie zajmował 33. miejsce. Także czterokrotnie startował na uniwersjadzie.
Van den Bogaert aż jedenastokrotnie był uczestnikiem mistrzostw świata. Pierwszy raz wystartował w 1997 we włoskim Sestriere, a po raz ostatni w 2017 roku w szwajcarskim Sankt Moritz. Najlepszy rezultat osiągnął w slalomie w Val d’Isère na Mistrzostwach Świata 2009 – zajął tam 18. pozycję.
Van den Bogaert wystartował w slalomie na Zimowych Igrzyskach Olimpijskich 2010, gdzie zajął 34. miejsce.

## Osiągnięcia

### Igrzyska olimpijskie
| Miejsce | Dzień     | Rok  | Miejscowość | Konkurencja | Czas biegu  | Strata  | Zwycięzca        |
| ------- | --------- | ---- | ----------- | ----------- | ----------- | ------- | ---------------- |
| 34.     | 27 lutego | 2010 | Vancouver   | Slalom      | 1:48,56 min | +9,24 s | Giuliano Razzoli |

### Mistrzostwa świata
| Miejsce | Dzień       | Rok  | Miejscowość            | Konkurencja | Czas biegu  | Strata   | Zwycięzca                |
| ------- | ----------- | ---- | ---------------------- | ----------- | ----------- | -------- | ------------------------ |
| 56.     | 3 lutego    | 1997 | Sestriere              | Supergigant | 1:40,51 min | +10,83 s | Atle Skårdal             |
| 43.     | 8 lutego    | 1997 | Sestriere              | Zjazd       | 2:03,26 min | +12,15 s | Bruno Kernen             |
| 37.     | 12 lutego   | 1997 | Sestriere              | Gigant      | 3:19,13 min | +30,90 s | Michael von Grünigen     |
| DNF2    | 15 lutego   | 1997 | Sestriere              | Slalom      | -           | -        | Tom Stiansen             |
| 43.     | 2 lutego    | 1999 | Vail / Beaver Creek    | Supergigant | 1:23,72 min | +9,19 s  | Hermann Maier Lasse Kjus |
| DNF2    | 12 lutego   | 1999 | Vail / Beaver Creek    | Gigant      | -           | -        | Lasse Kjus               |
| DNF1    | 14 lutego   | 1999 | Vail / Beaver Creek    | Slalom      | -           | -        | Kalle Palander           |
| 43.     | 30 stycznia | 2001 | St. Anton              | Supergigant | 1:28,03 min | +6,57 s  | Daron Rahlves            |
| 30.     | 8 lutego    | 2001 | St. Anton              | Gigaant     | 2:37,42 min | +13,62 s | Michael von Grünigen     |
| DNF2    | 10 lutego   | 2001 | St. Anton              | Slalom      | -           | -        | Mario Matt               |
| 41.     | 12 lutego   | 2003 | Sankt Moritz           | Gigant      | 2:56,85 min | +10,92 s | Bode Miller              |
| DNF1    | 16 lutego   | 2003 | Sankt Moritz           | Slalom      | -           | -        | Ivica Kostelić           |
| 34.     | 9 lutego    | 2005 | Bormio                 | Gigant      | 3:01,52 min | +11,11 s | Hermann Maier            |
| 32.     | 12 lutego   | 2005 | Bormio                 | Slalom      | 1:50,95 min | +9,61 s  | Benjamin Raich           |
| BDNF1   | 14 lutego   | 2007 | Åre                    | Gigant      | -           | -        | Aksel Lund Svindal       |
| DNF1    | 17 lutego   | 2007 | Åre                    | Slalom      | -           | -        | Mario Matt               |
| DNF1    | 13 lutego   | 2009 | Val d’Isère            | Gigant      | -           | -        | Carlo Janka              |
| 18.     | 15 lutego   | 2009 | Val d’Isère            | Slalom      | 59,93 s     | -        | Manfred Pranger          |
| 49.     | 18 lutego   | 2011 | Garmisch-Partenkirchen | Gigant      | 2:20,61 min | +10,05 s | Ted Ligety               |
| 33.     | 20 lutego   | 2011 | Garmisch-Partenkirchen | Slalom      | 1:52,01 min | +10,29 s | Jean-Baptiste Grange     |
| BDNF1   | 17 lutego   | 2013 | Schladming             | Slalom      | -           | -        | Marcel Hirscher          |
| 51.     | 13 lutego   | 2015 | Vail / Beaver Creek    | Gigant      | 2:51,85 min | +17,69 s | Ted Ligety               |
| BDNF2   | 15 lutego   | 2015 | Vail / Beaver Creek    | Slalom      | -           | -        | Jean-Baptiste Grange     |
| BDNF2   | 17 lutego   | 2017 | Sankt Moritz           | Gigant      | -           | -        | Marcel Hirscher          |

### Mistrzostwa świata juniorów
| Miejsce | Dzień     | Rok  | Miejscowość | Konkurencja | Czas biegu  | Strata   | Zwycięzca             |
| ------- | --------- | ---- | ----------- | ----------- | ----------- | -------- | --------------------- |
| DNF1    | 27 lutego | 1996 | Schwyz      | Supergigant | -           | -        | Didier Défago         |
| 59.     | 27 lutego | 1996 | Schwyz      | Zjazd       | 1:40,00 min | +8,92 s  | Ambrosi Hoffmann      |
| 71.     | 1 marca   | 1996 | Schwyz      | Gigant      | 2:20,96 min | +17,87 s | Rainer Schönfelder    |
| DNF2    | 3 marca   | 1996 | Schwyz      | Slalom      | -           | -        | Benjamin Raich        |
| 47.     | 26 lutego | 1997 | Schladming  | Zjazd       | 1:37,40 min | +5,19 s  | Matteo Berbenni       |
| DSQ1    | 27 lutego | 1997 | Schladming  | Supergigant | -           | -        | Martin Stocker        |
| 50.     | 28 lutego | 1997 | Schladming  | Gigant      | 2:18,67 min | +18,10 s | Benjamin Raich        |
| DNF1    | 1 marca   | 1997 | Schladming  | Slalom      | -           | -        | Mitja Dragšič         |
| 55.     | 26 lutego | 1998 | Megève      | Zjazd       | 1:24,44 min | +4,05 s  | Andreas Buder         |
| 56.     | 27 lutego | 1998 | Megève      | Supergigant | 1:32,67 min | +5,15 s  | Freddy Rech           |
| 69.     | 28 lutego | 1998 | Megève      | Gigant      | 2:10,92 min | +9,30 s  | Benjamin Raich        |
| 46.     | 1 marca   | 1998 | Megève      | Slalom      | 1:38,45 min | +15,39 s | Benjamin Raich        |
| 58.     | 10 marca  | 1999 | Pra Loup    | Zjazd       | 1:12,06 min | +3,56 s  | Klaus Kröll           |
| DNF1    | 11 marca  | 1999 | Pra Loup    | Supergigant | -           | -        | Manfred Gstatter      |
| 33.     | 13 marca  | 1999 | Pra Loup    | Gigant      | 1:53,26 min | +5,16 s  | Christoph Alster      |
| 33.     | 14 marca  | 1999 | Pra Loup    | Slalom      | 1:45,71 min | +10,75 s | Massimiliano Blardone |

### Puchar Świata
W swojej karierze van den Bogaert nie zdobywał punktów PŚ.